# Graciela Rodo Boulanger
Pour les articles homonymes, voir Boulanger (homonymie).
Graciela Rodo Boulanger, née le 16 février 1935 à La Paz, est une peintre et graveuse bolivienne.  

## Biographie
Graciela Rodo Boulanger est très tôt influencée dans son amour de la peinture et de la musique par sa mère, pianiste de concert, et son père, homme d'affaires et connaisseur d'art. Elle étudie la musique et l'art dès son enfance et donne son premier concert de piano à 15 ans ; elle participe à ses premières expositions d'art à Vienne et à Salzbourg vers 18 ans. Elle suit des cours de lithographie avec Juan Rimsa, puis étudie à l'académie des beaux-arts de Vienne. À 22 ans, elle tourne toute son énergie vers la peinture.
En 1960, elle compte parmi les personnes récompensées lors de la première compétition de xylographie latin-américaine.
Graciela Rodo Boulanger déménage à Paris en 1961 où elle étudie la gravure à l'eau-forte et le printmaking avec René Carcan sous la férule de Johnny Friedlaender jusqu'en 1968,. Son travail est exposé pour la première fois aux États-Unis en 1966.
En 1979, elle est désignée artiste officielle d'affiche par l'Unicef pendant l'année internationale de l'enfance. Deux de ses tapisseries sont présentées dans le hall de l'Assemblée générale des Nations unies,. En 1986, le Metropolitan Opera de New York lui passe commande d'une affiche pour La Flûte enchantée de Mozart ; ses peintures ont été exposées par la galerie d'art du Lincoln Center. En 1993, la Fédération mondiale des associations de l'ONU a choisi une de ses peintures pour illustrer un timbre et une édition limitée sur des espèces en voie de disparition.
En 2005, Graciela Rodo Boulanger quitte Paris pour se réinstaller en Bolivie.

## Travaux
Graciela Rodo Boulanger est connue pour ses peintures stylisées d'enfants les représentant avec des visages ronds s'adonnant à des activités du quotidien. Les fonds sont texturisés et parfois forts en couleurs primaires.

## Expositions
- 1953 : 1e exposition solo à Vienne[3]
- 1956 : 2e prix de peinture du Salon Murillo pour Gens du cirque[1]
- 1983 : Rétrospective de son œuvre au musée d'art moderne d'Amérique latine à Washington[3]
- 2012 : Exposition à la galerie Four Forty Four de San Francisco, Californie[4]